# Trinidad (Kalifornia)
Trinidad – miasto w Stanach Zjednoczonych, w stanie Kalifornia, w hrabstwie Humboldt. Według spisu ludności przeprowadzonego przez United States Census Bureau w roku 2010, w Trinidad mieszka 367 mieszkańców.